# リースリング
リースリング(Riesling)は、ライン川流域原産の白ワイン用ブドウ品種であり、豊富な酸と、花や香水に例えられるような芳香を持つ。辛口、半甘口、甘口、スパークリングといった様々なワインに用いられる。リースリングはたいてい単一品種で醸造され、オーク樽で熟成されることは少ない。2004年においては、リースリングの栽培面積は全世界で48,700ヘクタール（120,000エーカー）とブドウ品種の中で20番目であったが、高級ワインに限っていえば白ワイン用の品種のなかでシャルドネ、ソーヴィニヨン・ブランと並びトップ3の重要性があると目されている。またリースリングは、出来上がるワインの特徴が産地のテロワールに極めて強く影響される品種である。
ドイツの大部分など冷涼な気候においては、リースリングはリンゴや果実の風味と非常に高い酸度をもち、バランスを取るために残糖を残す場合もある。アルザスやオーストリアなど、より暖かい地域においてはブドウが長く熟すことにより柑橘や桃のような香りとなる。オーストラリアではしばしばライムのような特徴的な香りが生まれることがあり、特に南オーストラリア州のクレア・バレーやイーデン・バレーではその傾向が強い。元来の豊富な酸と明確な果実の香りにより、リースリングからなるワインは熟成のポテンシャルがあり、良年の高品質なワインであれば熟成により蜂蜜やスモーキーな香りが加わる。また、熟成されたドイツ産のリースリングには「石油香」「ぺトロール香」などと呼ばれる特有の香りがあるとされる。
2015年において、リースリングはドイツおよびフランス・アルザス地方で最も栽培面積の多い品種であり、それぞれ全体の23.0％（23,596ヘクタール）、21.9%（3,350ヘクタール）を占めていた。ドイツでは、モーゼル・ラインガウ・ナーエ・ファルツといった地域では特に広く栽培されている。オーストリア・スロベニア・チェコ・スロバキア・ルクセンブルグ・イタリア北部、オーストラリア、ニュージーランド、カナダ、南アフリカ、中国、ウクライナ、そしてアメリカのワシントン州・カリフォルニア州・ミシガン州・ニューヨーク州などでも栽培例が多い。

## 歴史
リースリングは歴史の長い品種で、15世紀から（綴りの揺れはあるものの）複数の文献に書き記されている。最古の資料ではRüsslingと表記されており、これは1402年にドイツのヴォルムスで書かれたものである。その他の最初期の資料としては1435年3月13日のものが知られているが、これはカッツェンエルンボーゲン伯爵ジョン4世のワイン蔵の記録に「ブドウ畑のリースリングの樹を剪定するのに22シリング掛かった」との記述があったものである。このときのRießlingenという綴りは、他の多くの文書においても繰り返し使われている。現代と同じRieslingという綴りが最初に見られるのは1552年のことで、ヒエロニムス・ボックがラテン語で描いた草本誌のなかで使われている。
1348年から伝わるアルザス地方キンツハイムの地図の中には"zu dem Russelinge"との表記があるが、これがリースリングを指しているのかどうかは定かではない。1477年になるとアルザスにおいても"Rissling"という綴りで文献に残されている。オーストリアのヴァッハウにおいては"Ritzling"と呼ばれる小川および小さなブドウ畑が存在するが、当地ではこれはリースリングの名前の由来になったとの主張がある。もっともこの説を支持する証拠となるような文献は無いようであり、正当性が広く信じられているわけではない。

### 起源
かつてはリースリングはライン川流域に自生していた野生品種に由来するといわれることもあったが、その証拠は十分とはいえなかった。最近になって、フェルディナンド・レグナーによるDNA鑑定の結果、リースリングの片方の親はグーエ・ブランであることが分かった。この品種はドイツではヴァイサー・ホイニッシュ (Weißer Heunisch) として知られており、今日では稀な品種であるが、中世ではフランスからドイツにかけて広く農民の間で栽培されていた。もう片方の親は、何らかの野生品種とトラミナーの交配種である。ホイニッシュとトラミナーはともにドイツにおいて長きにわたり記録に残されている品種であるため、リースリングが生まれたのはライン川流域のどこかであったと推測されるが、どちらの親もアドリア海沿岸系であることを考えると、そのほかの地域で生まれた可能性もありうる。
現在の白ワイン用のリースリングは、果皮が赤いリースリングから生まれたという言説もあるが、それが証明されたことはない。ただし、白いリースリングと赤いリースリングの遺伝的な差異は極めて小さいと考えられ、事実ピノ・ノワールとピノ・グリのように色が変化する例は存在する。

## 熟成

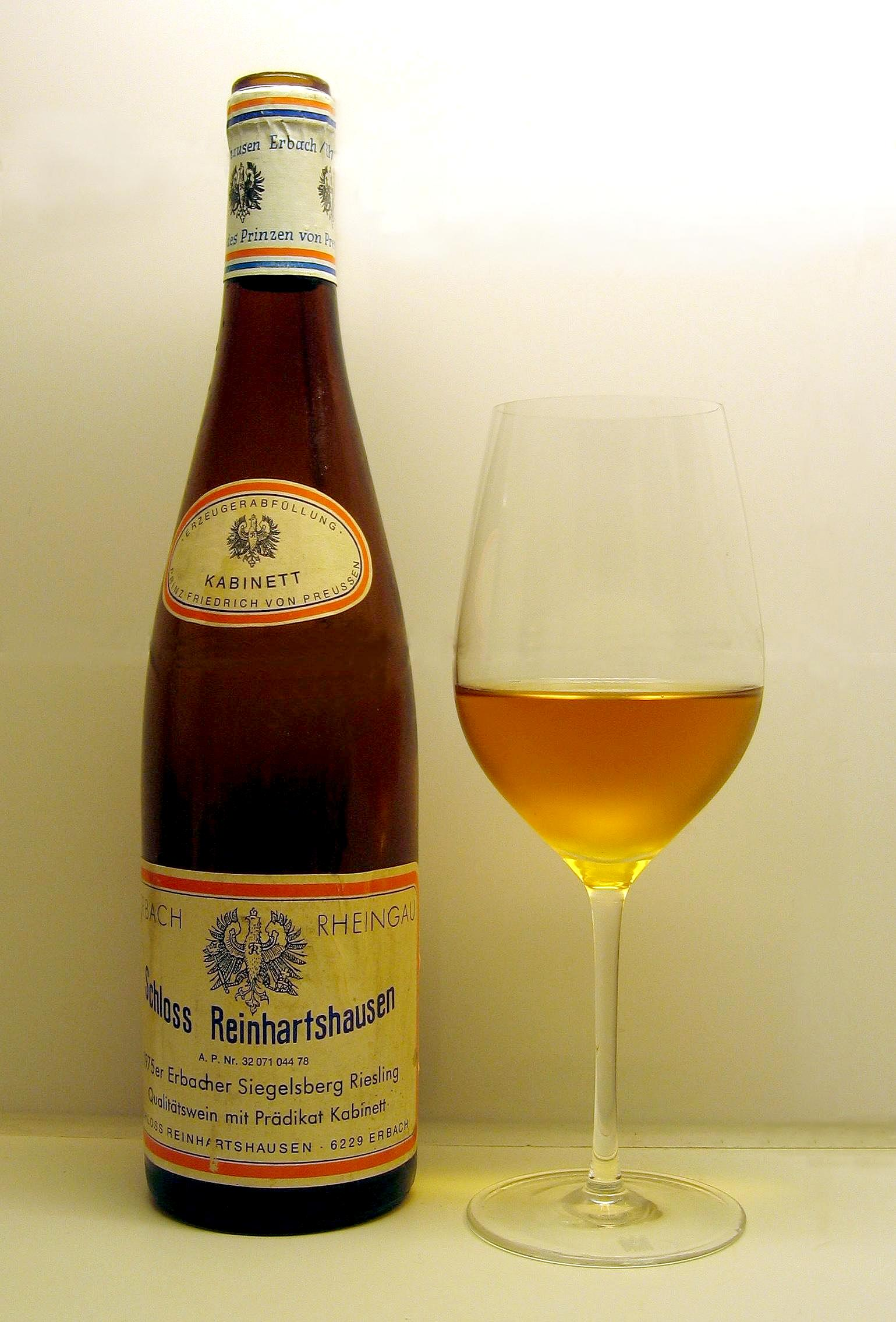
1975年のドイツ産リースリング。ラインガウ地方のシュロス・ラインハルツハウゼンのエアバッハー・ジーゲルスベルク・カビネットであり、2007年に32年間の熟成を経て開封された。金色～琥珀色を呈しているが、この色は熟成されたリースリングのみならず、白ワインが熟成された際に典型的である。

リースリングで造られるワインは若いうちに飲まれることも多く、その場合はフルーティーで青リンゴやリンゴ、グレープフルーツ、桃、グーズベリー、蜂蜜、薔薇の花、青草などの香りに富んだワインとなり、豊富な酸のためにキリッとした味わいであることが多い。しかし元々リースリングには豊富な酸と幅広い香りがあるため、さらなる熟成に好適である。国際的なワイン専門家であるマイケル・ブロードベントは、数百年もの熟成を経たドイツ産リースリングを高く評価している。ドイツのトロッケンベーレンアウスレーゼのような甘口のリースリングは、高い糖度により保存性がさらに高まるため、とりわけ長期熟成に向いているが、高品質なリースリングであれば辛口ないしは半辛口であっても、100年を超える熟成に堪えるばかりか、素晴らしいワインであり続ける。
ドイツのブレーメン市役所では様々なドイツワインが保管されているが、その中にはリースリングを含む品種で造られた1653年産のワインが含まれる。
一般的には、リースリングの熟成期間としては辛口ワインで5～15年、半甘口で10～20年、甘口では10～30年以上が好ましい。

### 熟成したリースリングにおける「石油香」
リリース直後のリースリングは、著しい石油香（ぺトロール香）を有することがある。これはケロシン、潤滑油、ゴムを連想させる香りと表現されることもある。石油香は熟したリースリングの複雑性のある香りの一部をなすものであり、経験豊富な飲み手はこれを追求することもあるが、不慣れであったり若々しくフルーティーな香りのワインを好む者にとっては不快に思われることもある。このように若いリースリングの石油香にはネガティブな側面を感じ、またこの品種の若くてフルーティーなワインが好まれるケースは、アルザスやその他ワイン輸入国と比べて、ドイツでより一般的である。そのため、一部のドイツの生産者は、石油香をワインの欠点とみなして、仮に熟成に向かないワインを造るためにコストが上がろうとも石油香を避けようと試みることがあり、特に低価格帯のワインで顕著である。このようなこともあり、ドイツワイン協会はドイツ語版のワインのアロマホイールから好ましい香りとして石油香を載せなくなった。ドイツ語版のアロマホイールは、特にドイツワインに当てはまるものとされているが、アン・C・ノーブル教授が最初にアロマホイールを作成したときに石油香が含まれていたという事実とは矛盾する。
石油香は、1,1,6-トリメチル-1,2-ジヒドロナフタレン (TDN) という化合物に由来すると考えられている。これは熟成の間に前駆体であるカロテノイドが酸により加水分解されることによって生じる。そのため、ワインが熟成した際にどの程度TDNが生じるか、あるいはどの程度石油香が生まれるかは最初にワインに含まれる前駆体の濃度によって決まっている。ブドウ中にカロテノイドが生成される条件として知られている条件から考えるに、ワインが豊富なTDNを持つ可能性が高くなるのは、以下のような時である。
- ブドウが良く熟している。そのために収量を減らしたり、遅摘みにする。
- 日照時間が長い。
- 水分量が少ない。灌漑を利用せず、乾燥した気候の土地で、暑く雨の少ない年であればこの条件を満たしやすい。
- 酸が豊富である。

これらの条件は、一般的には高品質なリースリングの産出に貢献すると考えられている。すなわち実際のところ石油香は優れたワインで生まれやすく、収量を多くして造られた単調なワインではあまり見られない。そういった単調なワインは特にニューワールドでよく見られ、灌漑に頼っていることも多い。

## 貴腐

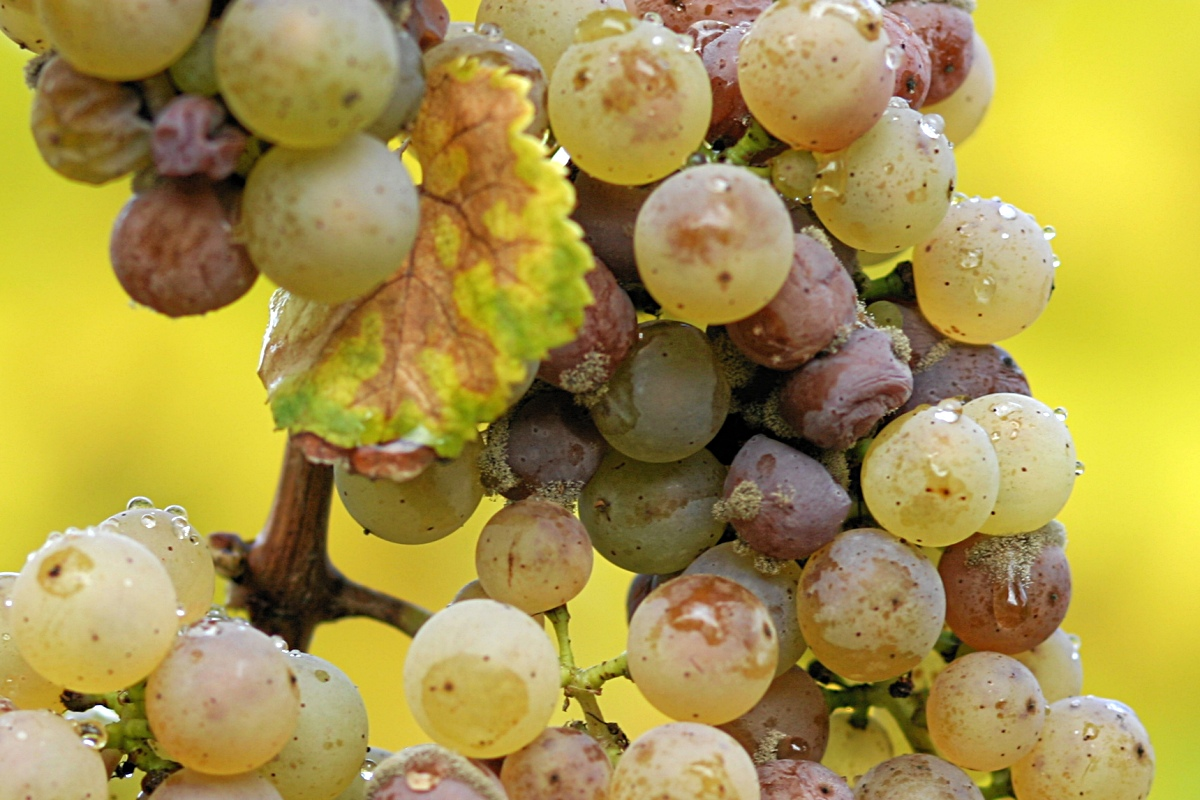
貴腐の影響を受けたリースリングの房。貴腐化したブドウの粒（しわが入っている）とそうでない粒の色の違いが見て取れる。

リースリングで造られる最も高価なワインとしては遅摘みのデザートワインが挙げられる。これはブドウを通常の収穫期を過ぎても樹に生ったままにしておくことで造られる。ボトリティス・シネレアという真菌の感染（貴腐）ないしはブドウの凍結（アイスワインの場合）により水分が蒸発し失われることで、残った果汁から造られるワインはより多層的で豊かなものになる。このようにして濃縮された果汁から造られるワインは通常よりも高い糖度（特に高いものでは1リットルあたり数百グラムにものぼる）と豊富な酸（甘さに対するバランスがとれる）、豊かな香りと複雑性を持つ。これらの要素のために、すべての白ワインの中でも最も長期熟成に堪えるワインになる。リースリングにおける貴腐の利用は1775年にシュロス・ヨハニスベルクで発見された。ブドウ畑を所有していたフルダ修道院からブドウの収穫を始めてよいとの許可が降りるのが遅れたことでブドウは腐敗し始めていたが、そのようなブドウで造られたワインは極めて優れた品質であることが分かったのだった。

## 生産地域

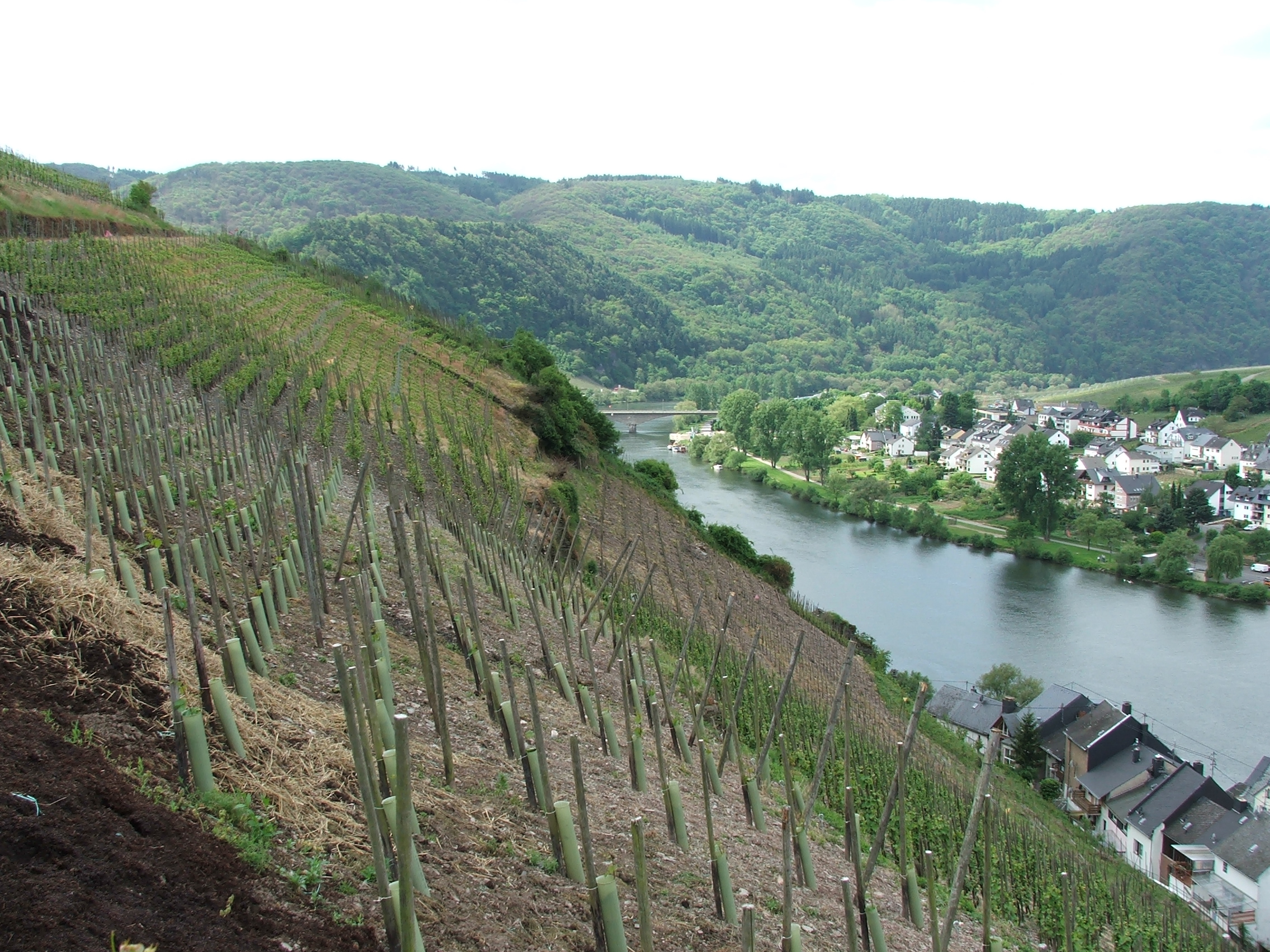
ドイツ・モーゼルの南向きの急峻な斜面で栽培されるリースリング

リースリングは、栽培地域のテロワールを非常によく反映すると考えられている。とりわけスレートと砂を含む粘土質の土壌が適している。

### ドイツ
今日、リースリングはドイツを代表する品種であり、その澄んだ香りとテロワールの表現、果実とミネラルの香りのバランスで知られている。ドイツでは通常9月末から11月末まで熟したリースリングを収穫するが、レイトハーヴェストの場合、収穫が翌年1月まで遅らせることもある。
ドイツ産リースリングによくある特徴として、滅多に他の品種とブレンドされることがないこと、オーク樽による樽香を付けることがまずないことの2点が挙げられる（もっとも、エキス分が既に浸出しきった古いオーク樽で樽熟成させる、伝統的な手法を採用する醸造家は存在する）。例外的にファルツやバーデンの醸造家の中には、新樽を用いる者もいる。これらの地域は比較的温暖であるため、アルコール度数が高く重口の新樽に負けないワインになる。ドイツのリースリングは、若いうちは香りのそれぞれの要素がはっきりと感じられるが、10年ほどの熟成を経るとより調和したワインになる。
ドイツでは、プレデカットと呼ばれる等級をワインの甘さで区別しているため、ブドウを収穫する際の糖度が重要な判断基準となる。また、青い香りがあるリンゴ酸と柑橘系の香りのある酒石酸のバランスもブドウ農家にとって重要である。冷涼な年では、十分に熟して酒石酸ができるように、11月まで収穫を待つこともある。
温度管理技術が開発される以前は、ドイツ中部の冬は気温が低すぎるため発酵が停止し、できあがるワインに糖分が自然に残り、アルコール度数は低くなることがあった。伝統的にモーゼルのワインは背が高く肩が急角度になった緑色のホックと呼ばれるボトルが用いられる。ライン川流域では、似た形状だが茶色のボトルが使われる。
リースリングはゼクトと呼ばれるドイツのスパークリングワインにも好適な品種である。
ドイツのリースリングは、甘口ワインから半辛口のハルプトロッケン、辛口のトロッケンに至るまで広く使われている。レイトハーベストのリースリングからはベーレンアウスレーゼやトロッケンベーレンアウスレーゼといったデザートワインが生み出される。

### フランス

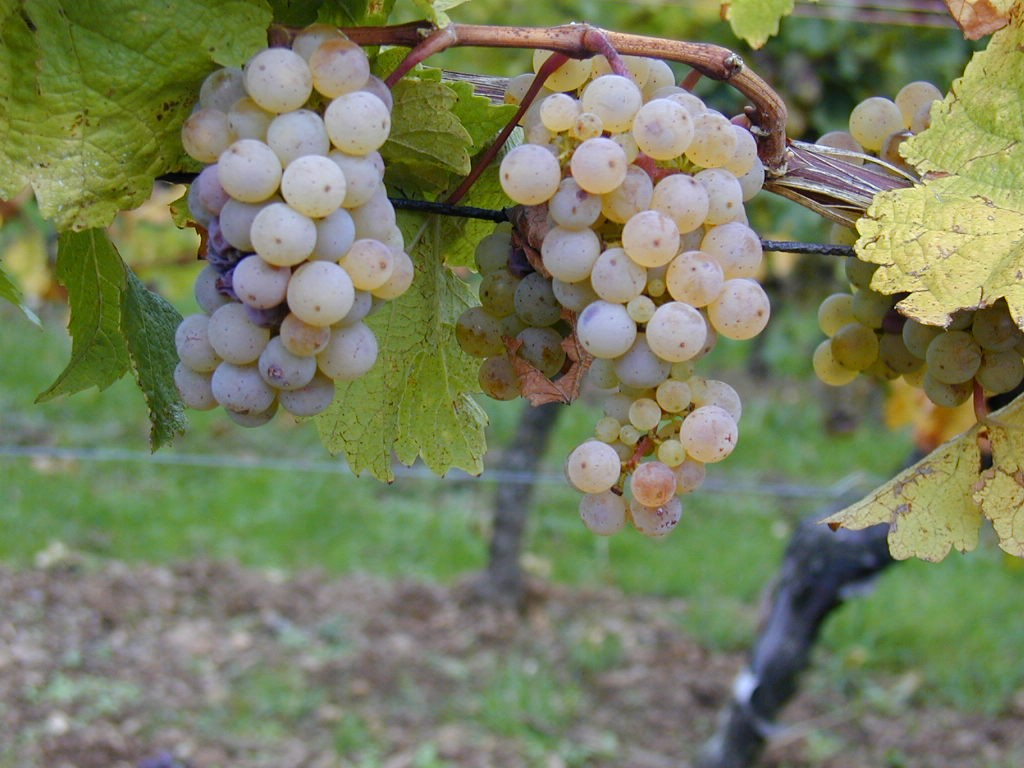
フランス・アルザスで栽培されるリースリング

アルザスにリースリングが植えられたのは、記録に残っている限りでは1477年にさかのぼり、文献の中でロレーヌ公がその品質を激賞している。現在ではアルザスの畑の5分の1以上でリースリングが栽培されており、特にオー＝ラン県ではほとんどを占める。アルザスのリースリングは隣国のドイツとはかなり違った特徴を持つ。この違いの一因として土壌の違いが挙げられる。アルザスの土壌はドイツ同様に粘土質だが、ドイツのラインガウがスレートを含むのに対して、アルザスでは石灰質に富んでいる。醸造のスタイルも異なっており、アルザスではよりフランス的な醸造法を採用しているため、アルコール度数は高め（通常12%程度）になり、オーク樽ないしはステンレスタンクで長期間の熟成を行うことでより丸みを帯びたワインができる。ドイツのワイン法とは異なり、アルザスでは補糖（ワインのアルコール度数を補うために発酵前の果汁に砂糖を添加すること）が認められている。

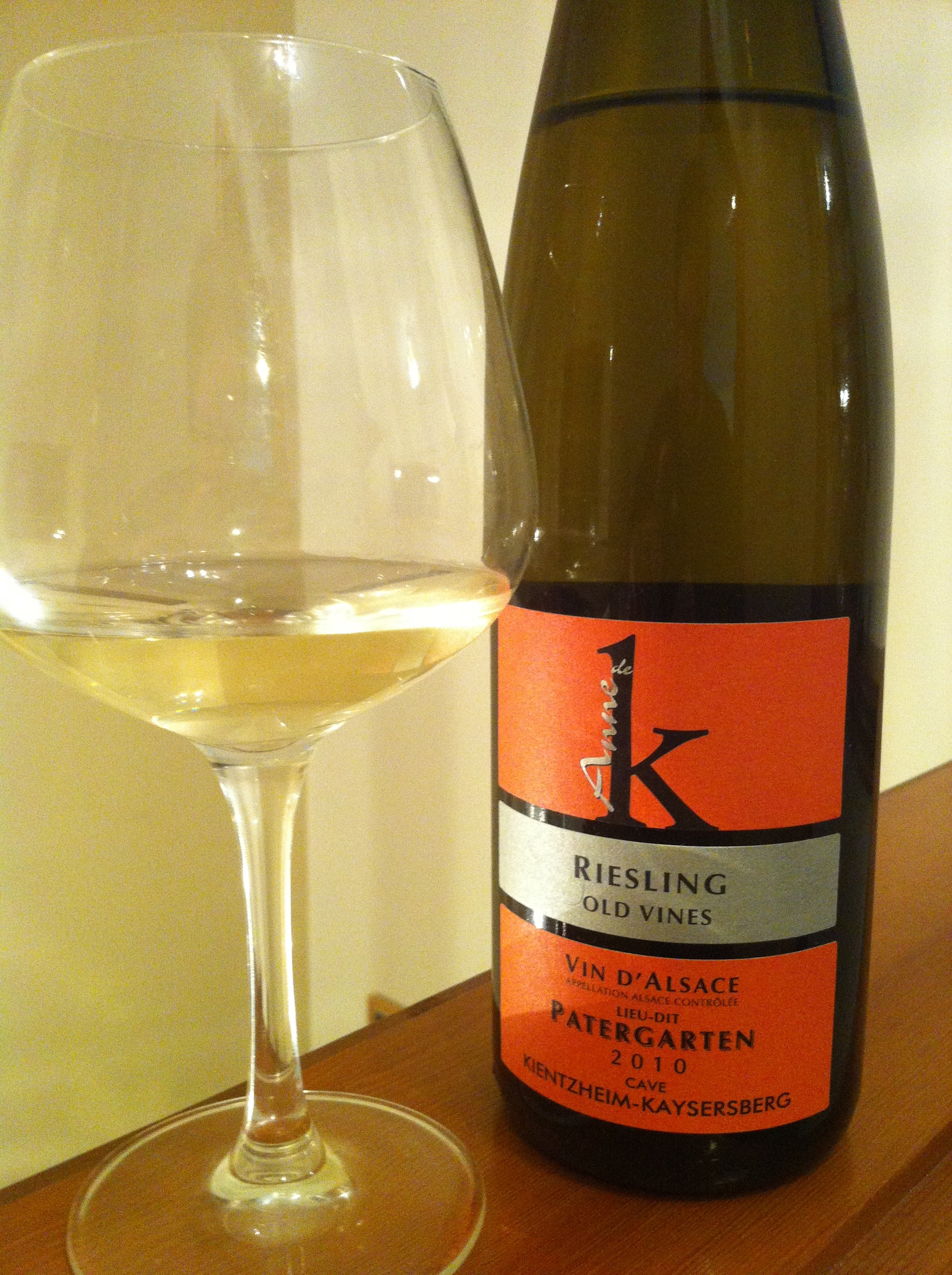
アルザス産のリースリング

他のアルザスワインと比べ、アルザス産のリースリングは熟成に向くが、多くは生産直後に消費されてしまう。アルザス産のリースリングは辛口で、綺麗な酸を持つことが多い。ワインは重口で、複雑な香りを持つ。そういったワインは熟成に向き、良年のワインであれば20年以上の熟成に堪える。アルザスのリースリングでは3年ほどの熟成を行うのは望ましいが、これはにより香りが開き、柔らかくフルーティーな香りになるためである。甘口ワインにしても十分な酸味が保たれるため、レイトハーヴェスト（仏：Vendange Tardive）にも適しており、貴腐化したブドウを使ってセレクション・ド・グラン・ノーブルを造るのにも用いられる。
ミュスカ、ゲヴュルツトラミネール、ピノ・グリと並んでアルザス・グラン・クリュでの栽培が認められている高貴品種の一つである。

### オーストラリア・ニュージーランド

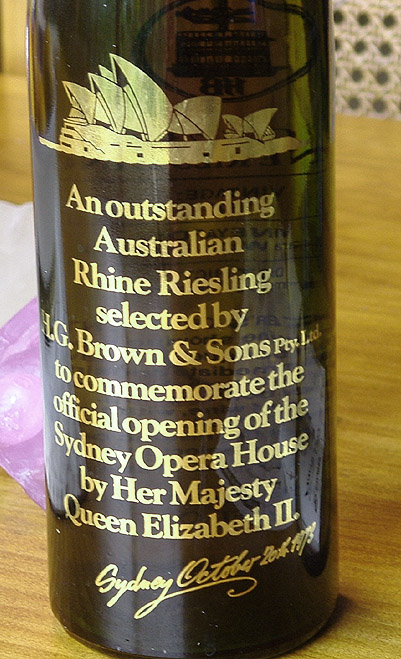
シドニー・オペラハウスの開館を記念したワイン

1838年、ウィリアム・マッカーサーがリースリングの樹をオーストラリアのニューサウスウェールズ州ペンリスに植えつけた。1990年代初頭まではリースリングはオーストラリアで最も多く栽培されている白ブドウであったが、それ以降はシャルドネに人気が移っている。とはいえ、グレート・サザン地域（特にマウント・バーカー、フランクランド・リバー、ポロングラップ）やクレア・ヴァレー（特にウォーターベールやポリッシュ・ヒル・リバー周辺）、より冷涼なイーデン・ヴァレーやハイ・イーデン地区では今でもさかんに栽培されている。オーストラリアの気候は温暖であるため、果皮が厚くなりやすく、時にはドイツで栽培した場合の7倍にもなることがある。石灰石やシェールの上に赤土が被さった水はけの良い土壌で育ったリースリングは引き締まった味わいになり、十分に熟すとトーストや蜂の巣、ライムなどの香りが現れる。オーストラリア産リースリングはステンレスタンクを用いて低温かつ酸化を防いだ状態で醸造され、その後早い段階で瓶詰めされることが多い。
オーストラリアのリースリングの特徴としては、若いうちはオイリーな味わいと柑橘の香りが顕著であり、熟成が進むと爽やかさと酸味のバランスがとれる。貴腐化したワインは極めて濃縮されたレモンのマーマレードにも例えられる香りを持つ。
ニュージーランドにリースリングが最初に植えられたのは1970年代のことであり、比較的冷涼なマールボロやレイトハーヴェストに向くネルソン地区では現在に至るまでさかんに栽培されている。オーストラリア産のリースリングと比べ、ニュージーランド産はより軽く繊細なワインが産出される。また、甘口から辛口まで様々なタイプが造られる。冷涼な産地であるセントラルオタゴでは、近年になって他の地域と同様にテロワールを反映したワインが産出されるようになった。

### オーストリア
リースリングは、グリューナー・ヴェルトリーナーについてオーストリアで多く栽培されている白ワイン用品種である。オーストリア産のリースリングは一般的に厚みのあるボディと複雑な香り、明快で強い芳香があり、食欲を掻き立てるものである。とりわけ特徴的なのは長い余韻と白胡椒のような香りである。ワコー地区は冷涼な気候であり、花崗岩と雲母からなる水はけの良い土壌で、ワイン法上灌漑が許容されているので、この品種の栽培例が多い。アルコール度数は通常13%程度であるが、これはリースリングとしては比較的度数が高い。また、5年程度の熟成で品質が最も高くなることが多い。甘口ワインはあまり造られず、辛口が多い。貴腐が生じることは稀である。

### アメリカ

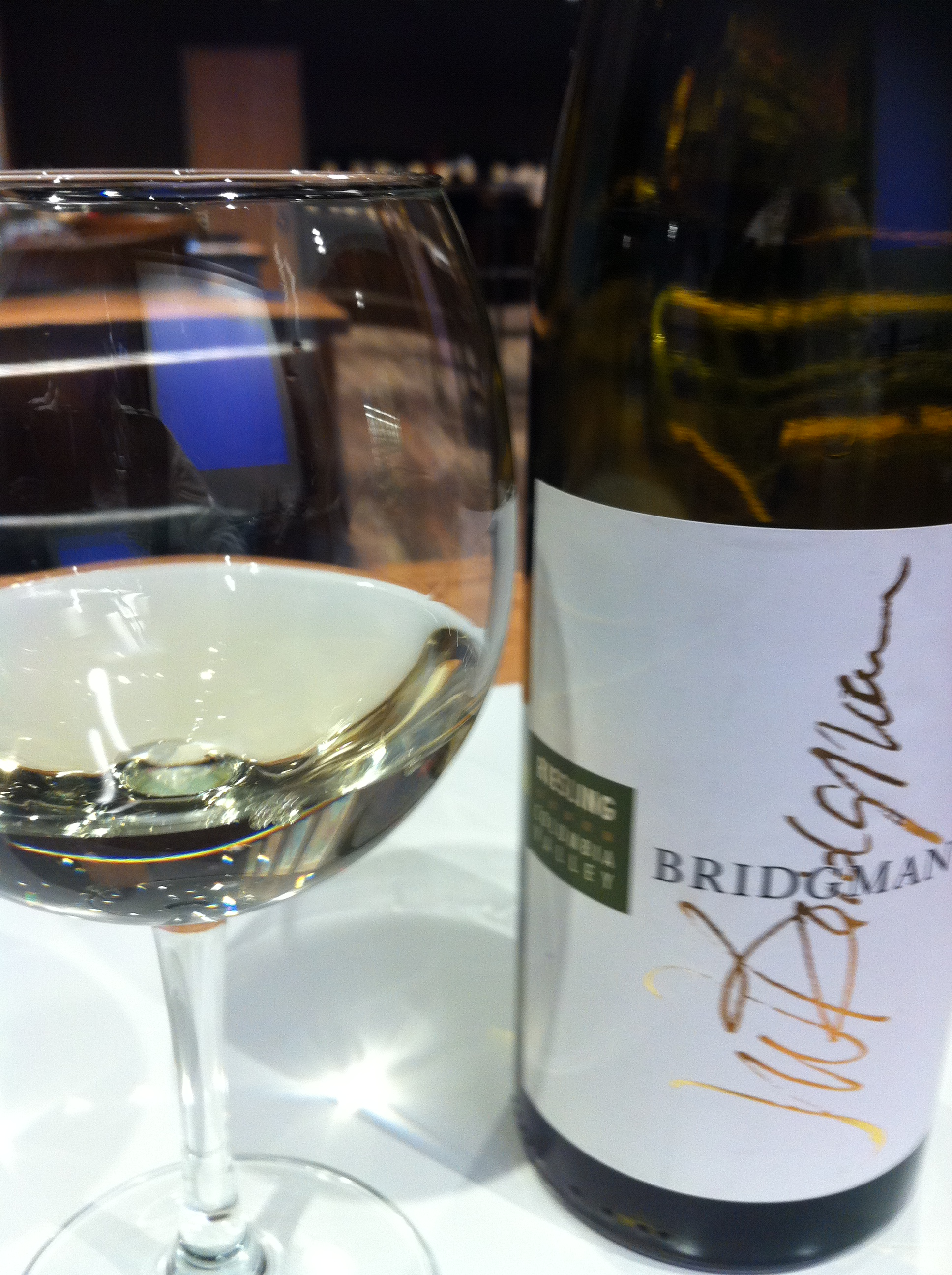
ワシントン州、コロンビア・ヴァレーAVAのリースリング

リースリングは19世紀末にドイツ移民によってアメリカに持ち込まれ、"真っ当な"ドイツ由来のリースリングであることを示すために「ヨハネスブルグ・リースリング」と呼称された。ニューヨーク州のフィンガーレイクス周辺はアメリカで最も早くからリースリングが栽培されていた地域である。カリフォルニア州では1857年から栽培が始まり、続いて1871年にワシントン州にも広がった。
ニューヨーク州のリースリングは、通常軽い口当たりの発泡性のワインに仕立てられ、香りも軽くてまろやかなものが多い。ワインは活発なものが多く、長期熟成されることはめったにない。辛口から甘口まで広く造られている。ニューヨーク州ではリースリングを使ったアイスワインも造られるが、アイスワイン用としてはヴィダル・ブランやヴィニョルが大多数を占めている。
カリフォルニア州では、人気においてシャルドネに大きく後れを取っており、それほど栽培されていない。特筆すべき例外としては、レイトハーヴェストで造られる高品質なデザートワインに使われる点である。現時点では、レイトハーヴェストが最も成功しているのはアンダーソンやアレキサンダー・ヴァレーであるが、これらの地域は貴腐が生じるのに適した気候である。カリフォルニアで造られるリースリングは柔らかくふくよかな味わいであることが多く、ドイツ産のものとは異なる傾向を持つ。
リースリングの栽培状況は、太平洋岸北西部では対照的である。ワシントン州では現在このブドウの栽培は増加しているが、隣接するオレゴン州では減少している。これらの地域で造られるリースリングは辛口から甘口まで幅広く、すっきりとして軽いワインになるため飲みやすい。また、しばしば桃やミネラルの複雑な香りがはっきりと現れる。シャトー・サン・ミッシェルのような一部のワシントン州の生産者はドイツ式の生産手法を導入しており、ドイツの高名な醸造家であるエルンスト・ローゼン博士と協力して優れたワイン（シャトー・サン・ミッシェルの場合は「エロイカ」）を造るようなことも行われている。シャトー・サン・ミッシェルは年間2,000,000ケースを生産しており、これは世界のワイナリーの中でも最も多くのリースリングを造っていることになる。2007年には他の太平洋岸北西部に所在するワイナリーでボニー・ドゥーン（カリフォルニアのワイナリー）の醸造家であるランドール・グラハムが所有するパシフィック・リム・ワインメーカーが、レッド・マウンテンAVAで初めて完全にリースリングの生産に特化した施設を立ち上げた。
ミシガン州のオールドミッション・ペニンシュラやリーラナウ・ペニンシュラなどのトラバースシティ近郊にあるAVAはアイスワイン生産で知られているが、その目的に適した品種であるリースリングは非常に一般的な品種となっている。
その他の地域でもリースリングは栽培されており、温暖な州であっても比較的涼しい地域であれば栽培が可能である。例えばオクラホマ州（アイスワインが造られることもある）やテキサス州がそれにあたる。
オハイオ州では全域でリースリングが栽培されており、受賞歴のあるワインも州の全体で生産・販売されている。

### カナダ
オンタリオ州では、リースリングは主にアイスワインに使われ、ふくよかで複雑性のあるワインになる。ナイアガラ地区は主要なアイスワインの産地とみなされており、その地位はドイツに匹敵する。ナイアガラ地区ではレイトハーヴェストによる甘口ワインやスパークリングワインも造られるが、生産量のうちの多くを占めるのは辛口から半辛口のテーブルワインである。この地域の気候は、典型的には夏場かなり暖かいので、ワインは豊かなものになる。モーゼルのワイナリー、ザンクト・ウルバンス・ホーフ の創設者であるハーマン・ワイスはナイアガラ地区で現代的なワイン造りを始めた最初期のパイオニアであるが、彼は自ら所有するモーゼルのリースリングから取った苗木をナイアガラ地区西部の生産者に販売していた。このときの樹は、現在では樹齢20年をゆうに超えている。このクローンとナイアガラ地区の夏の暑さにより、独特の優れたワインが生まれ、ときには辛口の印象的なワインに仕上がるのである。多くの生産者およびワイン評論家が、ナイアガラ地区で最も優れたワインを算出するのはナイアガラ・エスカープメント地域であると主張しており、その地域にはショート・ヒルズ・ベンチ、トゥエンティ・マイル・ベンチ、ビームスヴィル・ベンチが含まれる。
ブリティッシュコロンビア州では、リースリングはアイスワイン、テーブルワインの他、ゼクトと同じ方法で造られるスパークリングワインに使われる。このタイプの著名なワインとしてはサイプス・ブリュットが挙げられる。
ノバスコシア州、なかでもアナポリス・ヴァレーは、日中は暖かく夜は冷涼な夏の気候と長い生育期間のために、リースリングの生産において極めて有望な地域である。海洋性気候と氷河性土壌により興味深いワインとなる。

### その他の地域
リースリングは、ハンガリー、イタリア（特にフリウリ＝ヴェネツィア・ジューリア州）、クロアチア、南アフリカ、チリといった国々や、ルーマニア、モルドヴァ、セルビア、カザフスタン、ウズベキスタンなどの中央ヨーロッパでも広く栽培されている。

## 醸造
ワイン造りにおいて、リースリングの果実は繊細な特性を持つため、収穫後に果皮を傷つけないように扱う必要がある。果皮に傷があると、そこからタンニンが果汁に浸出してしまうので、ワインからきめ細かさや香りのバランスが失われる。
爽やかなワインを造るために、ブドウの果実や果汁を醸造の過程を通して冷やしておくこともしばしば行われる。ブドウは収穫直後に冷やされるが、これはリースリングの持つ繊細な香りを失わないためである。ブランダーを用いた圧搾は、発酵の直前に行われる。発酵中はステンレスタンクで温度を10℃から18℃の間に制御するが、これは赤ワインで一般的な醸造温度（24℃～29℃）よりも低い。
シャルドネと違い、リースリングではマロラクティック発酵は行わないことが多い。それによりワインに鋭い酸味が残り、喉を潤してくれるようなワインに仕上がる。なお、ソーヴィニヨン・ブランやピノ・グリージョなどの場合も、同様の理由でマロラクティック発酵が行われないことがある。ワインが凍結するよりもわずかに高い温度に保つ低温安定化を実施することもある。このような低温におかれると、ワイン中の酒石酸が結晶化・沈殿し取り除かれる。これにより、瓶の中で結晶（"ワインのダイアモンド"と呼ばれる）が生じるのを防ぐことができる。その後、通常は酵母や不純物を取り除くために再度濾過される。
ブドウ栽培の観点では、リースリングには2つの主要なコツ、すなわち「長く、低く」を保つことが重要とされる。すなわち、リースリングにとって理想的な条件は、長い期間をかけてゆっくりと熟すことができる気候と、収量を抑え香りを集中させるための適切な剪定である。

## 食品との相性
リースリングは甘さと酸味のバランスがとれているので、食品との組み合わせにおいても多彩である。魚料理や豚肉料理と組み合わせることができるほか、ワインによってはより香りが強くスパイシーな料理、例えばタイ料理や中華料理とも合わせることができる。リースリングの典型的な香りの要素には花やトロピカルフルーツ、スレートや水晶などの鉱物が挙げられるが、熟成を経ると前に述べたように石油香が生じる。
リースリングの醸造に新樽が用いられることはほぼ無い（ただし、ドイツやアルザスでは古い大樽で熟成と安定化を行う場合もある）。そのためリースリングは軽いワインに仕上がることが多く、それゆえ様々な料理と合わせることができるのである。鋭い酸味と甘みがあるので、塩気の強い食品ともよく調和する。ドイツにおいては、キャベツの調理に野菜臭さを消す目的で使われることもある。
他の白ワインと同様、辛口のリースリングは11℃前後で提供されることが一般的である。甘口の場合はやや低めの温度で供される。

## クローン
リースリングは多数のクローンが商業的に流通しており、それぞれ微妙に異なる性質を持つ。ドイツでは約60のクローンの使用が認められており、その中で最も人気があるのはシュロス・ヨハネスベルグのブドウ畑から広まったクローンである。ドイツ以外の国でも使われているクローンはドイツから直接持ち込まれたものが多数を占めているが、中には違った名前で伝わっていることもある。

## 赤いリースリング
極めて稀なリースリングの変種に赤いリースリング（独：Roter Riesling）が存在し、近年注目度が上がっている。名前が示す通り、果皮が赤みがかっている（例えばゲヴュルツトラミネールで見られるような色である）が、それほど色が濃いわけではないので、あくまで白ワイン用として使われる。これは白いリースリングの突然変異であるとみなされることが多いが、一部の研究者は逆に赤いリースリングこそが普通の白いリースリングの祖先にあたると考えている。赤いリースリングはドイツやオーストリアで少量が生産されている。2006年、フリッツ・アレンドルフというワイナリーは、初めて商業的な量の赤いリースリングを植え付けたと主張した。ややこしいことに、レッド・リースリングという呼称が赤い果皮を持つトラミナー系の品種（サヴァニャン・ロゼやクレヴェネール・ダイリゲンシュタインなど）に対しても使われることがある。ローター・ヴェルトリーナーの原種であるハンスという品種もレッド・リースリングと呼ばれることがあるが、この品種についてはよく分かっていない。シュヴァルツリースリングとは全くの無関係である。

## 交配
19世紀末、リースリングのエレガントな特徴を残しつつもより柔軟で栽培しやすい新たな交配品種を作り出そうと、ドイツの園芸家らが尽力した。そのなかで最も特筆すべき品種がミュラー・トゥルガウであるが、これは1882年にガイゼンハイム研究所でリースリングとマドレーヌ・ロワイヤルの交配により生まれたものである（にもかかわらず、長くリースリングとシルヴァーナーの交配品種だと信じられていた）。その他、リースリングとシルヴァーナーの交配品種にはファルツで好まれるショイレーベやリースラナーが存在する。ケルナーはリースリングと赤ワイン用ブドウ品種であるトロリンガーを交配させて造られた品種であるが、品質に優れているため近年では植え付けの量ではリースリングを凌ぐ。

## 名称

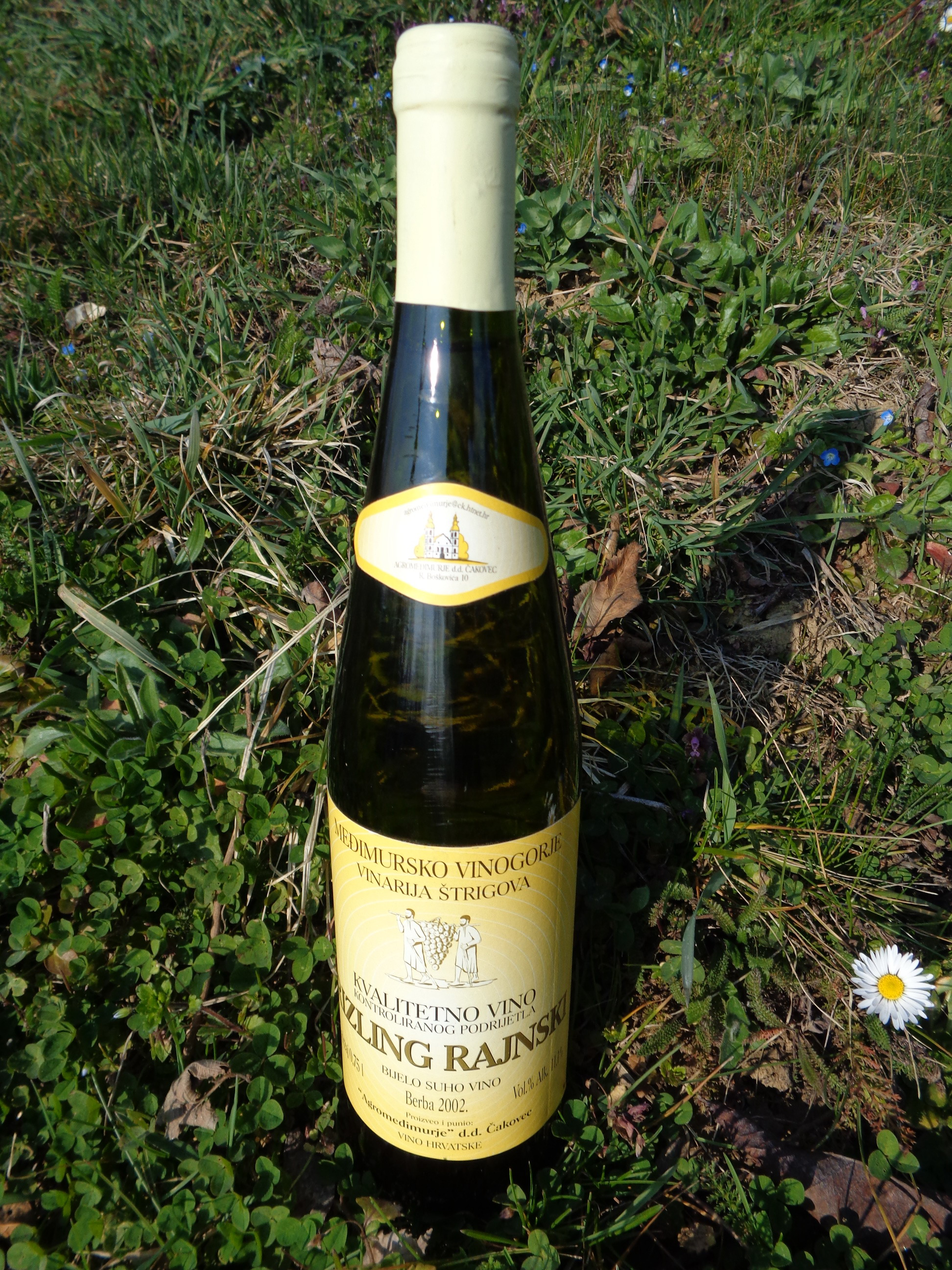
クロアチア北部で造られたライン・リースリング（Rizling rajnskiと記載されている）

「リースリング」の名を含むブドウ品種は多く存在するが、実際のところはリースリングそのものではない。以下に例を示す。
- ヴェルシュリースリング (Welschriesling) は、オーストリア、クロアチア、チェコ、ハンガリーなどで一般的な品種であるが、リースリングとは無関係である。リースリング・イタリコ (Riesling Italico)、ウェルシュ・リースリング (Welsch Rizling)、オラス・リースリング (Olasz Rizling) 、ラスキ・リースリング (Laski Rizling) と呼ばれることもある。
- シュヴァルツリースリング (Schwarzriesling)[注釈 4]は、ドイツにおけるピノ・ムニエの名称である。シャンパーニュに用いられることで知られる品種であるが、ドイツ南部においても栽培されている。
- ケープ・リースリング (Cape Riesling) は、フランス系品種であるクルーシャンの南アフリカでの呼び方である。
- グレー・リースリング (Gray Riesling) は、実際のところはトゥルソー・グリを指す。この品種はポートワインに使われるバスタルドの白変種である。
- ホワイト・リースリングは本物のリースリングである。ヨハネスベルグ・リースリング（高名なシュロス・ヨハネスベルグに由来する）やライン・リースリング（イタリア語ではリースリング・レナーノ (Riesling Renano)。オーストリアではRheinrieslingと綴られることもある）とも呼ばれる[49]。